# Estación de investigación federal suiza, Wadenswil-Agroscope

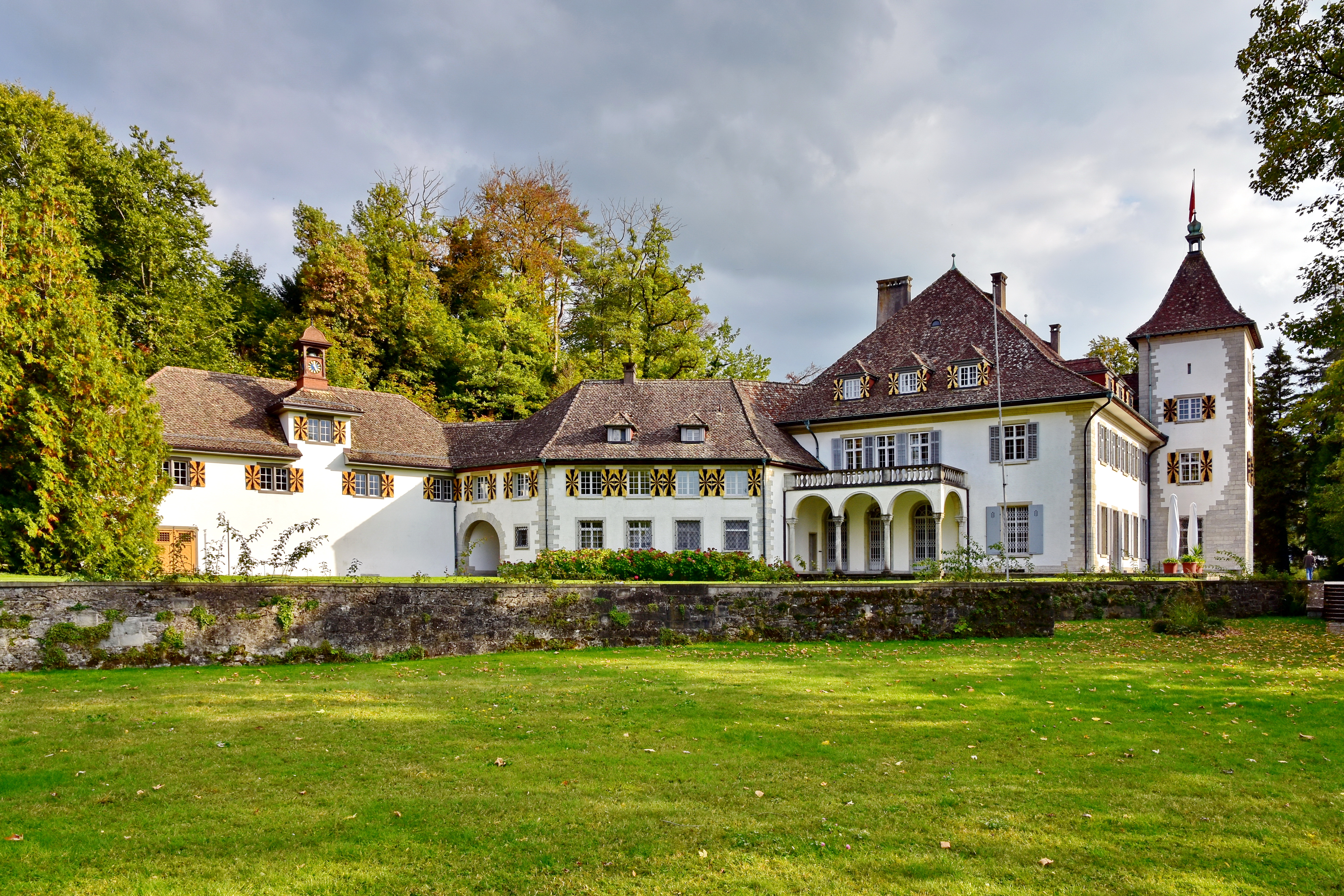
Castillo de Wadenswil.

La Estación de investigación federal suiza, Wadenswil (en alemán: Eidgenössische Forschungsstation, Wadenswil) es una institución ubicada en Suiza especializada en el estudio de variedades cultivares de vegetales y árboles frutales de uso en la producción agrícola y agroalimentaria. En 1890 se estableció en el castillo de Wadenswil la « Schweizerisch-deutsche Versuchsstation für Obstproduktion, Weinbau und Gartenbau » ("Estación Experimental Suizo-Alemana para la Producción de Frutas, Viticultura y Horticultura"), que ha estado en activo desde entonces. El 1 de enero de 2014 todas las estaciones de investigación de Suiza se fusionaron bajo el nombre Agroscope. Actualmente forma parte de Agroscope.
Agroscope es "el centro de competencia de la Confederación Suiza en el campo de la investigación agrícola y agroalimentaria". Este organismo forma parte de la Oficina Federal de Agricultura, una división del Departamento Federal de Economía, Educación e Investigación. Las misiones de Agroscope son la investigación en beneficio de la agricultura, el desarrollo de una base de conocimientos para la toma de decisiones en el ámbito de la legislación federal, así como la ejecución de tareas derivadas de la legislación agrícola. Desde el 1 de enero de 2017, Agroscope incluye tres áreas de competencia para la tecnología de investigación y el intercambio de conocimientos, siete campos de investigación estratégicos y la unidad Recursos. Agroscope dispone de tres centros principales en Changins (Vaud), Posieux (Friburgo) y Reckenholz (Zúrich) y siete centros especializados en Avenches (Vaud), Cadenazzo (Tesino), Conthey (Valais), Liebefeld (Berna), Pully (Vaud), Tänikon (Turgovia) y Wädenswil (Zúrich). La puesta en marcha de la nueva estrategia de emplazamientos ya ha comenzado: en el futuro, Agroscope tendrá un campus central de investigación en Posieux (Friburgo), dos centros de investigación en Changins (Vaud) y en Reckenholz (Zúrich), respectivamente, así como diversos centros experimentales descentralizados.
Áreas de competencia:
- Animales, productos de origen animal y la Yeguada Nacional Suiza
- Plantas y productos vegetales
- Desarrollo de métodos y analítica

Campos de investigación estratégicos:
- Mejora vegetal
- Sistemas productivos vegetales
- Protección fitosanitaria
- Sistemas productivos animales y salud animal
- Sistemas microbianos de productos alimenticios
- Ecología agrícola y medio ambiente
- Evaluación de sostenibilidad y gestión agrícola

El programa de actividades 2022–2025 abarca más de 100 proyectos y se centra en seis temas prioritarios. Cada tema prioritario incluye ámbitos de investigación estratégicos.